# Océan-70

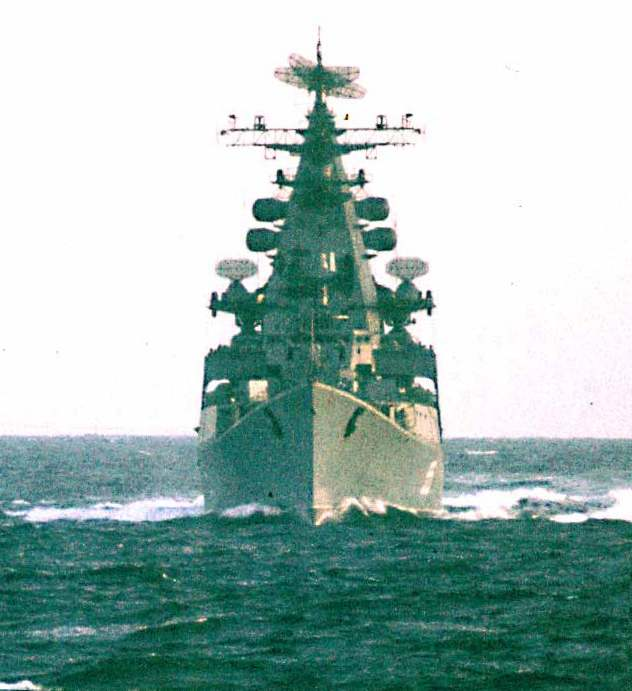
Croiseur soviétique du projet 1134 Berkut, code OTAN en mars 1970 dans la mer Blanche.

Océan-70 (en russe : Океан-70), Océan-100 (en russe : Океан-100) ou simplement Océan (en russe : Океан) sont les noms de code utilisés pour désigner les manœuvres et exercices navals de grande échelle menés par la Marine soviétique entre le 14 avril et le 5 mai 1970, pour célébrer le centenaire de la naissance de  Vladimir Ilitch Lénine. Il s'agit des manœuvres de préparation opérationnelle tactique les plus importantes menées par la Marine soviétique depuis la fin de la Seconde Guerre mondiale et de l'histoire navale jusqu'alors. 
Placées sous le commandement du commandant-en-chef de la Marine soviétique Sergueï Gorchkov, ces manœuvres réunissent des unités des quatre principales flottes soviétiques. Elles rassemblent des centaines de navires de combat : des navires de surface, des sous-marins lanceurs de missile à propulsion nucléaire et diesel, des torpilleurs, des péniches de débarquement, des dizaines de navires auxiliaires, ainsi que des avions longue portée et des systèmes de défense aérienne. 

## Contexte

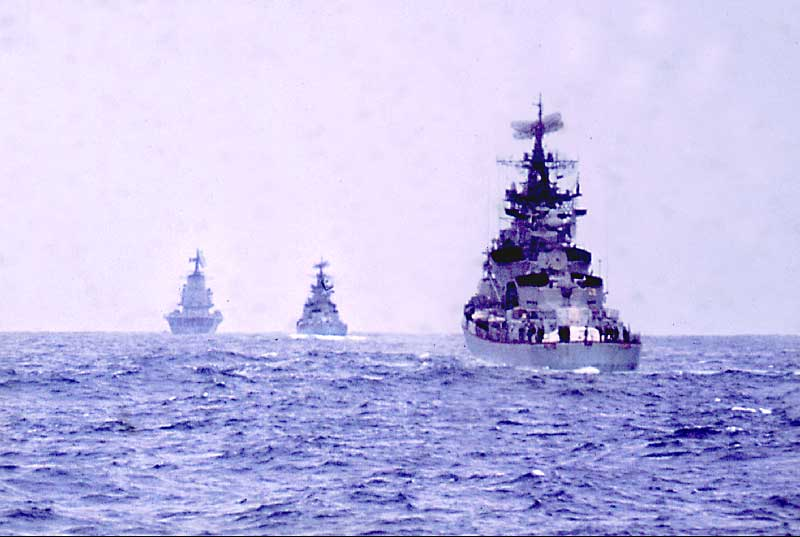
Navires soviétiques de lutte anti-sous-marine entrant en Méditerranée, janvier 1970.

La fin des années 1960 et le début des années 1970 voient un développement rapide de la Marine soviétique. En quelques années, la flotte soviétique se renforce considérablement grâce à la construction de dizaines de nouveaux navires : les croiseurs lance-missiles du projet 58 (classe Kynda) et les croiseurs anti sous-marins du projet 1134 (classe Kresta dont l’Amiral Zozoulia), les porte-hélicoptères du projet 1123 (classe Moskva), les destroyers anti sous-marins du projet 61 (classe Katchine), les destroyers lanceurs de missile des projets 57 et 57-A (classe Kanine), les destroyers du projet 56 (classe Kotline) et les patrouilleurs du projet 50 (classe Riga). Par ailleurs, la construction d'une flotte de sous-marins nucléaires a été ordonnée depuis le milieu des années 1960. Chaque année, une dizaine de sous-marins nucléaires sortent des chantiers navals Sevmash.
L'année 1970 est marquée par un jubilé, celui du centenaire de la naissance de Lénine. Pour marquer cette occasion, toutes les institutions de l'appareil d’État soviétique se mobilisent, y compris la Marine soviétique, dont Lénine avait été à l'origine. Les manœuvres à grande échelle « russe : Океан » devaient en plus de leur objectif principal - la formation opérationnelle tactique de la Marine soviétique - démontrer le succès du système soviétique en matière d'économie et de politique et impressionner par la puissance de la flotte. Toutes les forces navales devaient se « révéler hautement qualifiées, et la flotte dans son ensemble démontrer qu'elle est une excellente formation militaire et véritablement une flotte océanique ».

## Objet, champ et forces en présence
La marine soviétique en 1971 est devenue imposante. Au 1er octobre 1971, on estime qu'elle compte 22 SNLE, 20 sous-marins lanceur d'engins à propulsion diésel, 60 sous-marins nucléaires d'attaque, 260 sous-marins d'attaque diesel, 2 croiseurs porte-hélicoptères, 10 croiseurs lance-missiles, 12 croiseurs classiques, 180 destroyers et escorteurs et 160 vedettes et patrouilleurs. 
Ces manœuvres ont mis en œuvre simultanément, pendant un mois, environ 200 bâtiments de tous types appuyés par l'aviation navale russe dans l'Atlantique, l’Arctique, l'océan Pacifique et l'océan Indien. Jusqu'ici, seul l'US Navy pouvait organiser un tel déploiement de forces.
Le sous-marin nucléaire d'attaque de la classe November K-8 coule 11 avril 1970 durant ces manœuvres dans le golfe de Gascogne.